# Маралбаши
Уезд Бачу́ (кит. упр. 巴楚县, пиньинь Bāchǔ Xiàn) или уезд Маралбаши (уйг.  مارالبېشى ناھىيىسى‎, Маралбеши наһийиси) — уезд округа Кашгар Синьцзян-Уйгурского автономного района Китая.

## География
Уезд находится в северо-восточной части округа Кашгар, к югу от горной системы Тянь-Шань, в северо-западной оконечности Таримского бассейна. Климат — континентальный, сухой. Среднегодовая температура воздуха составляет 11,7°С.

## История
Прежнее название города Барчук. По легенде город был построен легендарным Афрасиабом. В названии города, как отмечали учёные, участвует уменьшительный тюркский суффикс чук.
В 1832 году в этих местах была построена крепость Маралбаши. После образования провинции Синьцзян в 1883 году был образован Непосредственно управляемый комиссариат Маралбаши (玛喇巴什直隶厅), подчинённый Кашгарскому маршруту (喀什噶尔道). В 1903 году комиссариат был преобразован в область — так появилась Область Бачу (巴楚州) подчинённая Яркендской управе (莎车府). После Синьхайской революции область была в 1913 году преобразована в уезд.
Решением Госсовета КНР от 17 сентября 2002 года коммуна Тумшук была выделена из состава уезда Маралбаши в отдельный городской уезд, подчинённый непосредственно правительству Синьцзян-Уйгурского автономного района.

## Административное деление
Уезд Маралбаши делится на 4 посёлка и 8 волостей.

## Транспорт
Через Маралбаши проходит Южно-Синьцзянская железная дорога.